# Mixsiepen

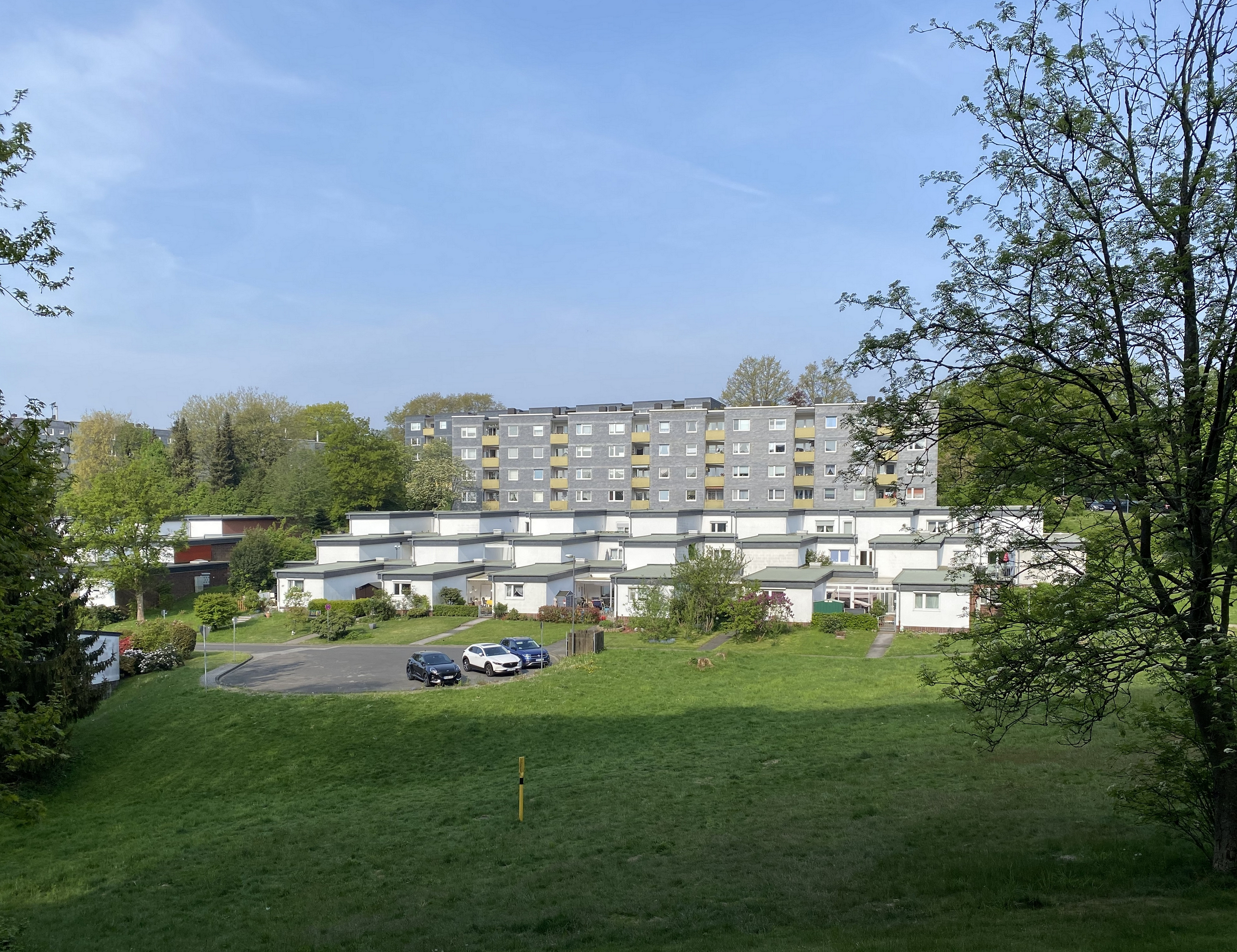
Siedlung Mixsiepen – ein Mix aus großen und kleinen Wohneinheiten

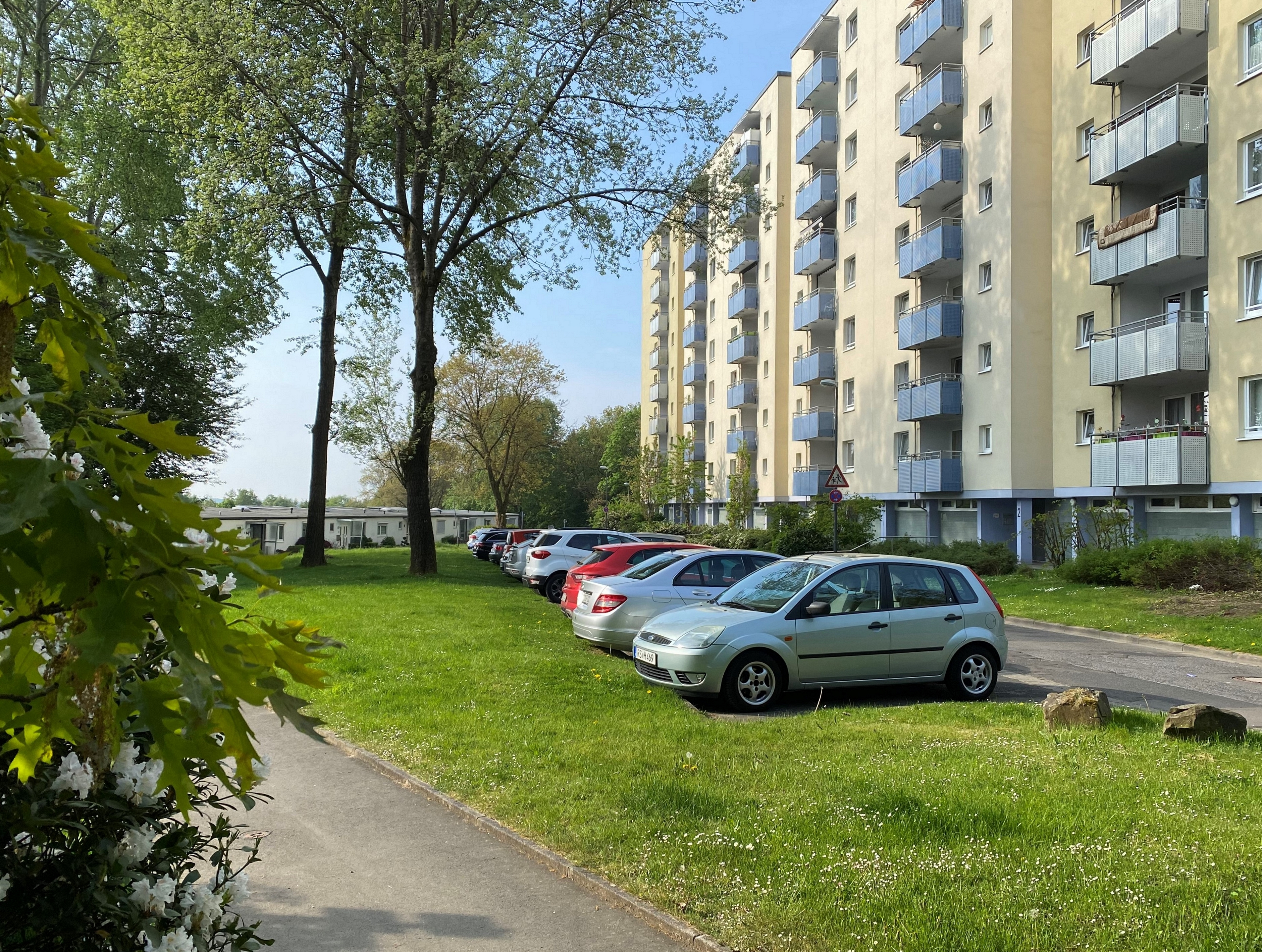
Stettiner Straße

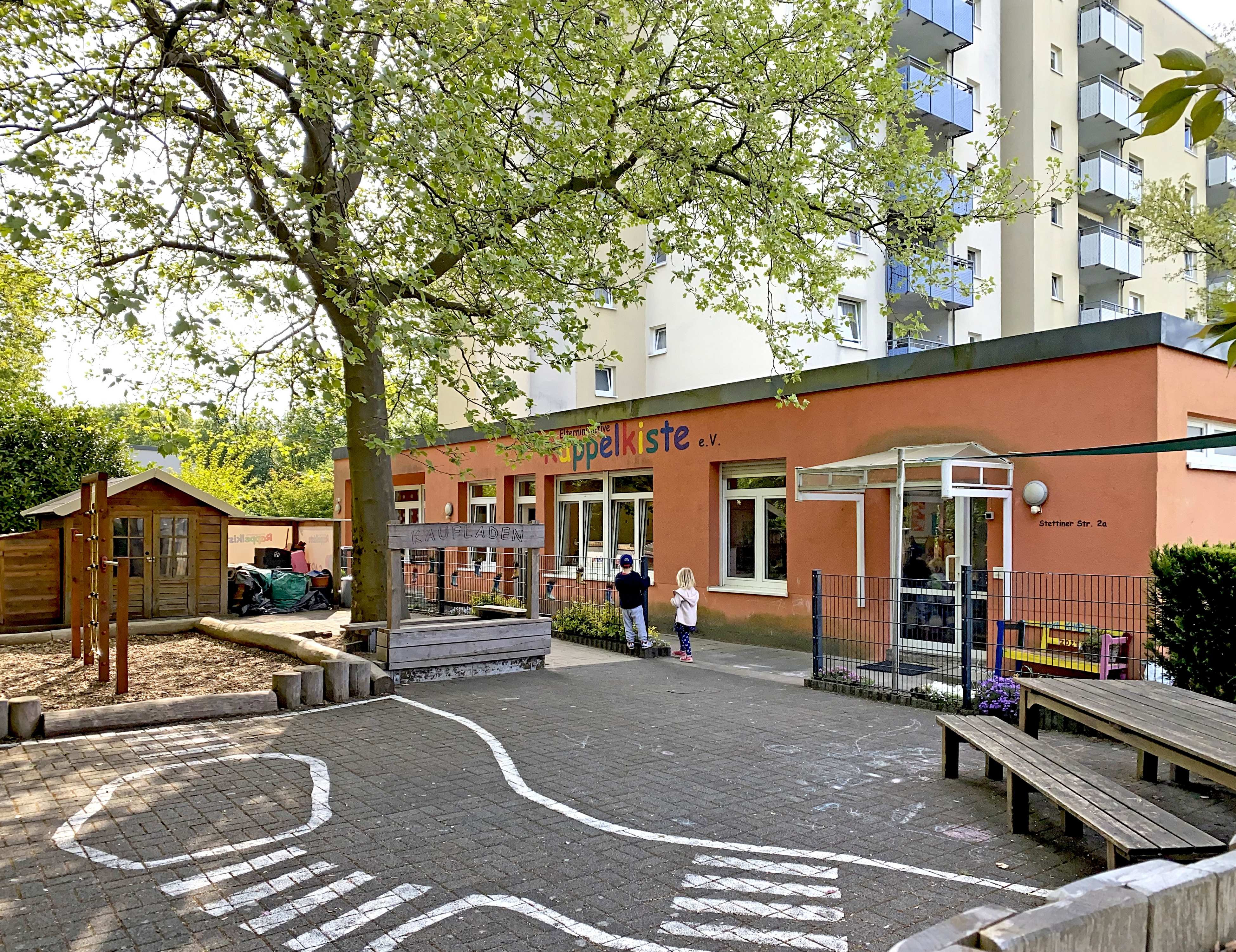
Kita Rappelkiste Stettiner Straße 2a

Mixsiepen ist ein Stadtteil von Remscheid im Stadtbezirk Remscheid-Süd. Die Größe beträgt 170 ha. Mixsiepen hat (31. März 2021) 3282 Einwohner. Zum Stadtteil Mixsiepen gehören außer der Wohnsiedlung Mixsiepen der Wohnplatz zwischen Lenneper Straße und Oststraße, die Ortsteile Neuenhof, Baisiepen, Birgden I und das Gebiet der Eschbachtalsperre.

## Lage
Die in den Ende 1950er Jahren entstandene Siedlung erstreckt sich zwischen den beiden in den 20 Jahren entstandenen Wohnsiedlungen Bökerhöhe im Osten und Neuenhof im Südwesten. Die Eisenbahntrasse zwischen Wuppertal-Oberbarmen über Remscheid nach Solingen bildet hier die nördliche Begrenzung der Siedlung. Südöstlich umschließt Landschaftsschutzgebiet und das Naturschutzgebiet Böker- und Tenterbachtal den Wohnplatz.

## Geschichte
Der Eicksiepen, aus dessen Namen durch Entstellung die Bezeichnung Mixsiepen hervorgegangen ist, fließt von seinem Quellgebiet, dass südlich der Lenneper Straße bei der Einmündung der Zufahrtstraße Zur Bökerhöhe liegt, nach Süden, wo er sich mit dem Böker Bach vereinigt und dann als Böker Bach in den Tenter Bach mündet. Mixsiepen lag im Gebiet der früheren Birgdener Gemarke, eines alten Herrenwaldes der Grafen von Berg. Dort wurden bereits im Mittelalter auf Veranlassung der Bergischen Grafen Eingemeindungen und Gebietserweiterungen vorgenommen. Der Remscheider Honschaft wurde ein schmaler Streifen zwischen Mixsiepen und Beysiepen vom Neuenhof bis hinter Birgden zugeschlagen. Birgden und Beysiepen wurden zum ersten Male schon 1369 erwähnt, Mixsiepen dagegen erst 1639 urkundlich erwähnt. Die Wasserkraft wurde bereits 19. Jahrhundert auch hier genutzt. Als erstes Werk wird die Tenter Mühle (auch Birgdener Mühle genannt) im Mühlenregister 1853 erwähnt. Noch in den 1950er-Jahren war das Gebiet von Wald, Wiesen und Kleingärten geprägt. Die von schweren Zerstörungen im Zweiten Weltkrieg betroffene Stadt Remscheid musste dringend Wohnungen für vielen Remscheider Obdachlosen und Kriegsflüchtlinge schaffen, die in Barackensiedlungen notdürftig untergekommen waren. Eine dieser ausgedehnte Barackensiedlung lag in Mixsiepen, im Dreieck der Straßen, die heute die Namen Sensburger Straße, Breslauer Straße und Dresdner Straße tragen. Ende der 50er-Jahre wurde begonnen, die Siedlung Mixsiepen zu errichtet. Fertig gestellt war sie 1961. Wegen der vielen Flüchtlinge aus den ehemaligen ostdeutschen Gebieten wählte man die Straßennamen entsprechend aus. Die Siedlung Mixsiepen trägt auch den Kurznamen Vömix, der sich aus der Zusammensetzung von Vöpelswiese und Mixsiepen ergibt.

## Aufbau der Siedlung
Die Siedlung weist eine durch viele Grünflächen aufgelockerte Bebauung auf. Größere Wohnblocks haben maximal 4 Stockwerke, lediglich das Hochhaus an der Stettiner Straße ist höher und größer gebaut – 96 Wohnungen auf 8 Etagen. Dazwischen wurden auch eine größere Zahl an Reihenhäusern errichtet. Der bekannte Remscheider Architekt Walter Arns entwarf die in der damaligen Zeit ungewöhnliche Architektur von über- und ineinander geschachtelten eingeschossigen Kuben für Interessenten an Wohnungseigentum. Durch den Mix aus größeren Wohnblocks mit Mietwohnungen und Reihenhaus-Wohneigentum sollte eine ausgewogene soziale Balance im Wohngebiet angestrebt werden.

## Infrastruktur
Das Wohngebiet ist an die Lenneper Straße über die Zufahrtstraßen Sensburger und Breslauer Straße angeschlossen. Über die Sensburger Straße verkehrt Remscheids Haupt-Buslinie 655 etwa im 20-Minuten-Takt zwischen Remscheid-Lennep und Zentrum. Kinder im Vorschulalter können die private Kita Rappelkiste (Stettiner Straße 2A), den ev. Kindergarten (Leipziger Straße 1) oder die 2021 neu errichteten städtische Kita Dörpfeld (Oststraße 8) besuchen. Dort ist nebenan auch die Gemeinschaftsgrundschule Neuenhof (Dörpfeld-Schule). Fußläufig ist die Sophie-Scholl-Gesamtschule an der Hohenhagener Straße erreichbar. Eine Pflege-Tagesbetreuung wird in der Dresdner Straße von der DRK angeboten. Die Lebensmittelnahversorgung wird vom Frischmarkt und einem Geschäft für italienische Spezialitäten an der Ecke Baisieper / Strucker Straße geleistet. Der Sportverein TS Struck unterhält die direkt benachbarte Sportanlage Neuenhof, wo Kindern, Jugendlichen und Erwachsenen Sporttrainingsangebote gemacht werden. Kleingärtner finden mit Glück beim Kleingartenverein Neuenhof e. V. einen passenden Garten ganz in der Nähe für ihr Hobby.

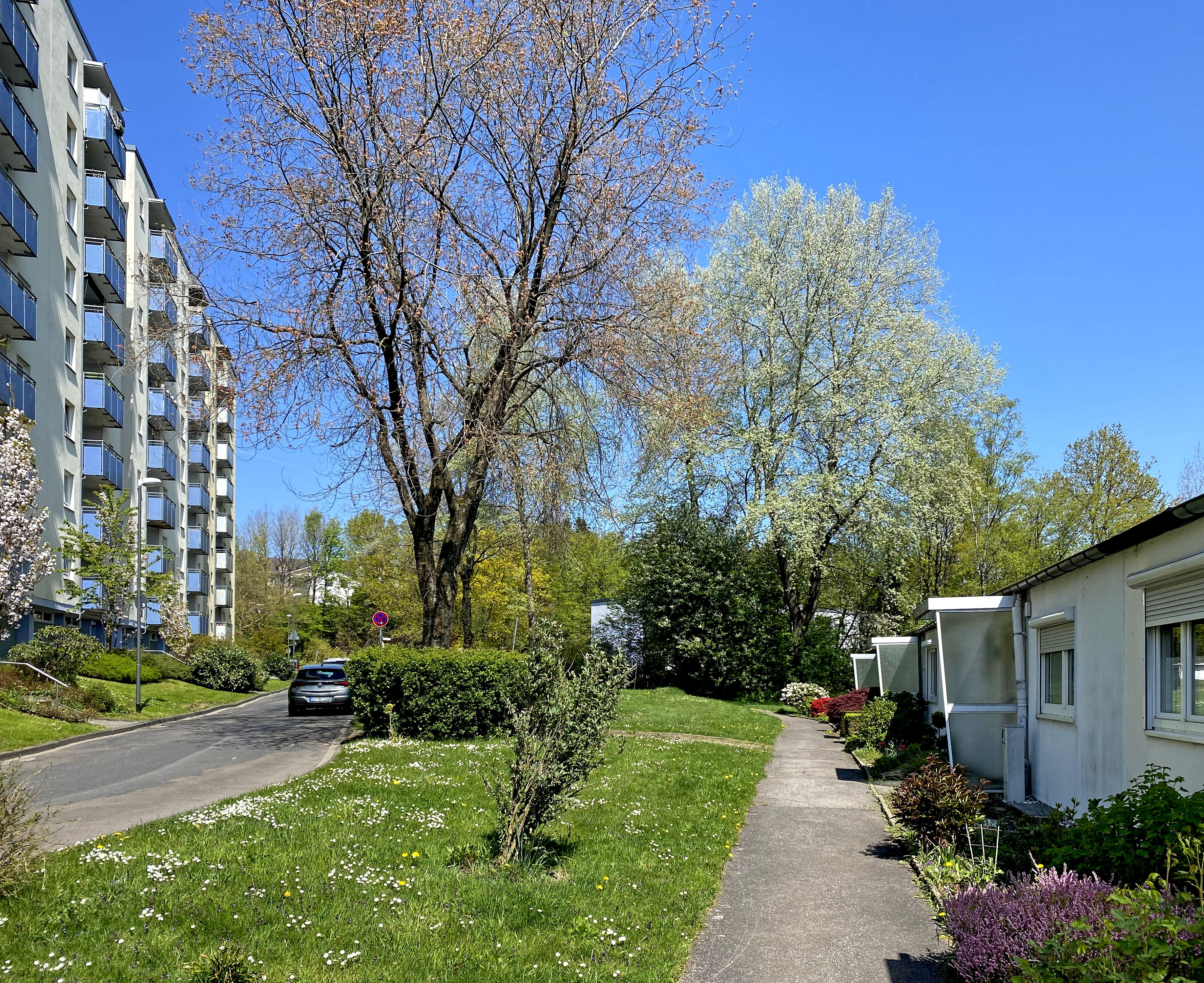
Stettiner Straße
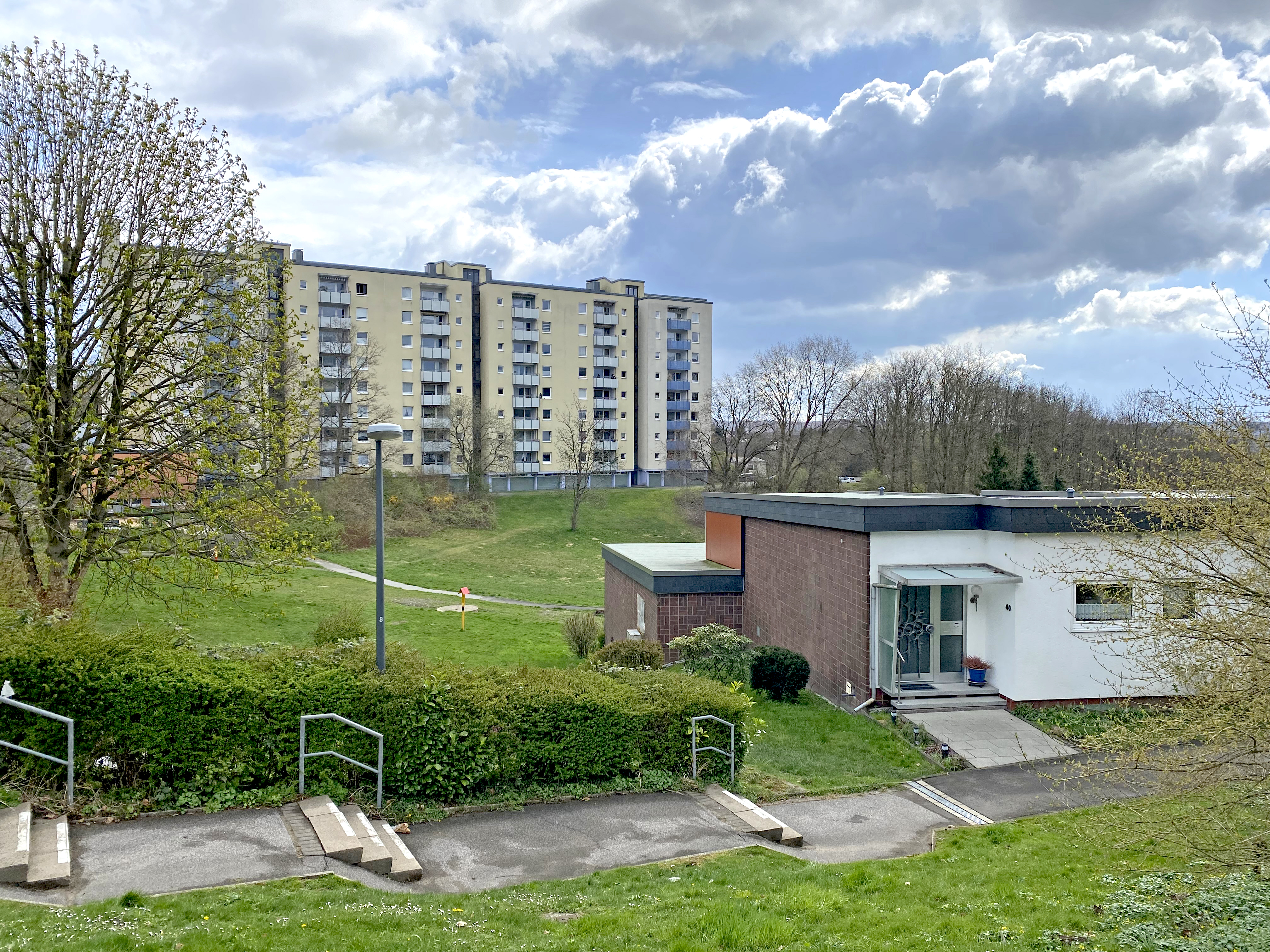
Hochhaus Stettiner Straße
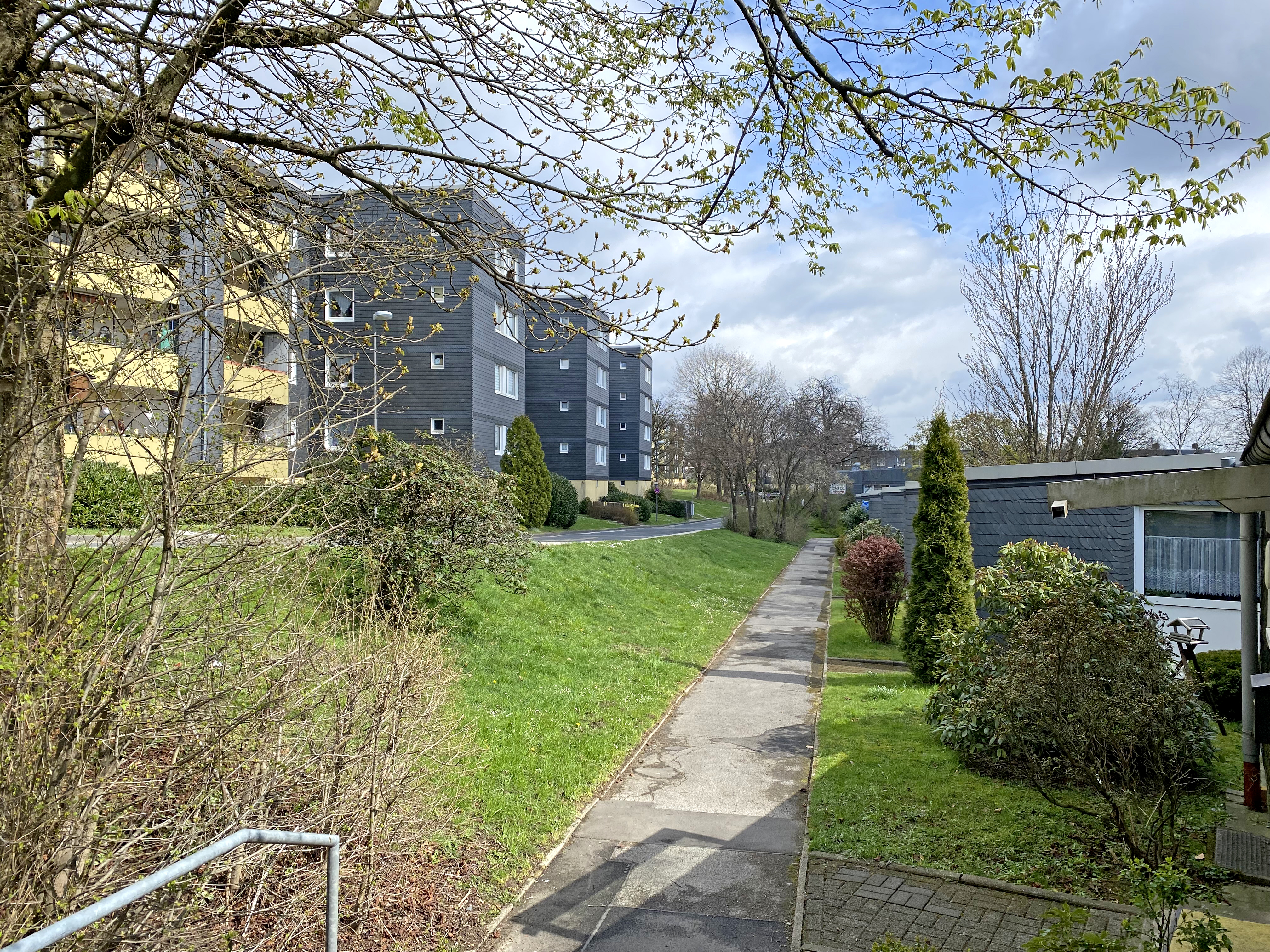
Dresdner Straße
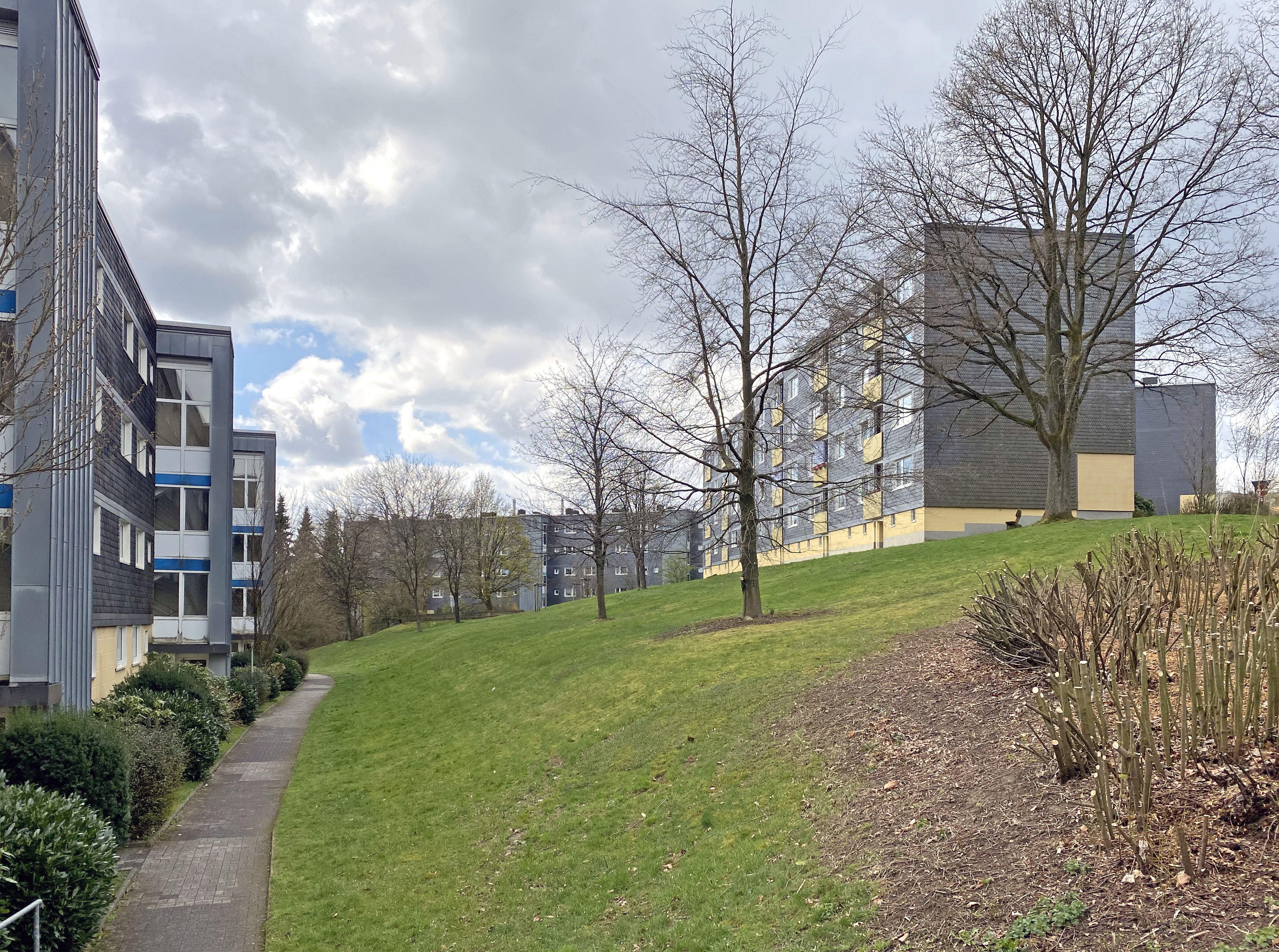
Wohnblöcke an der Sensburger Straße
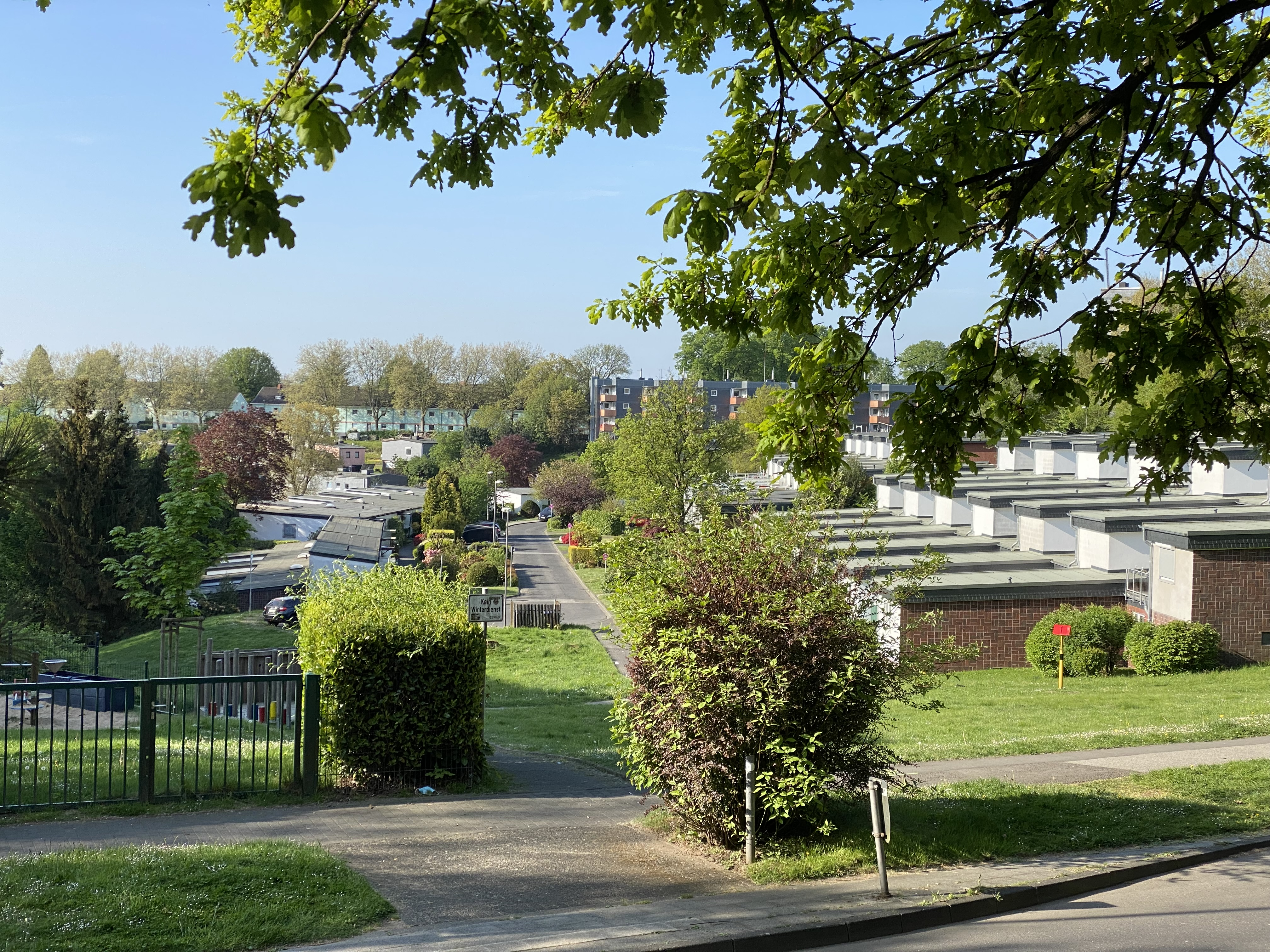
Wohneigentum Magdeburger Straße
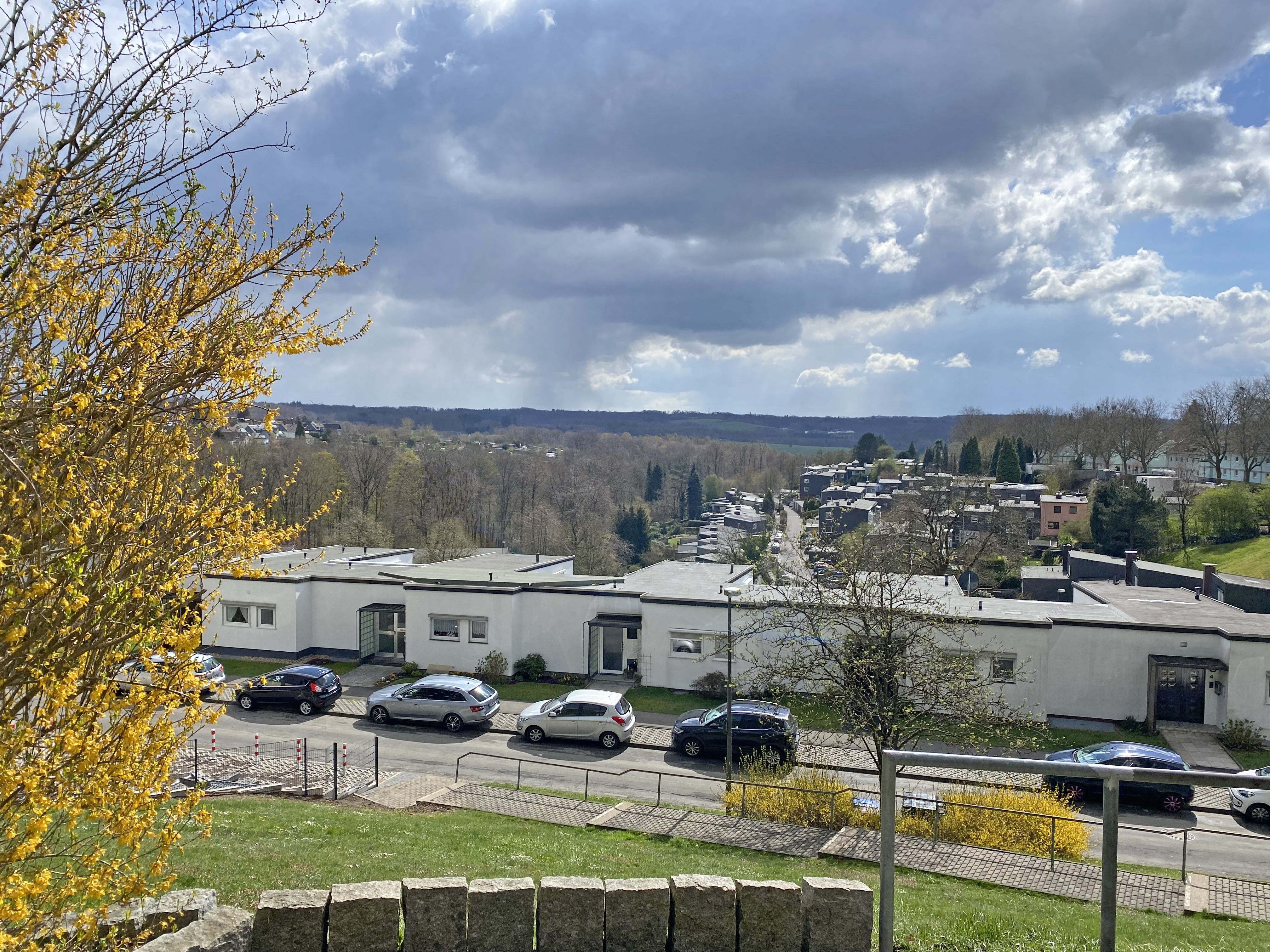
Blick über Leipziger und Breslauer Straße bis Bergisch Born
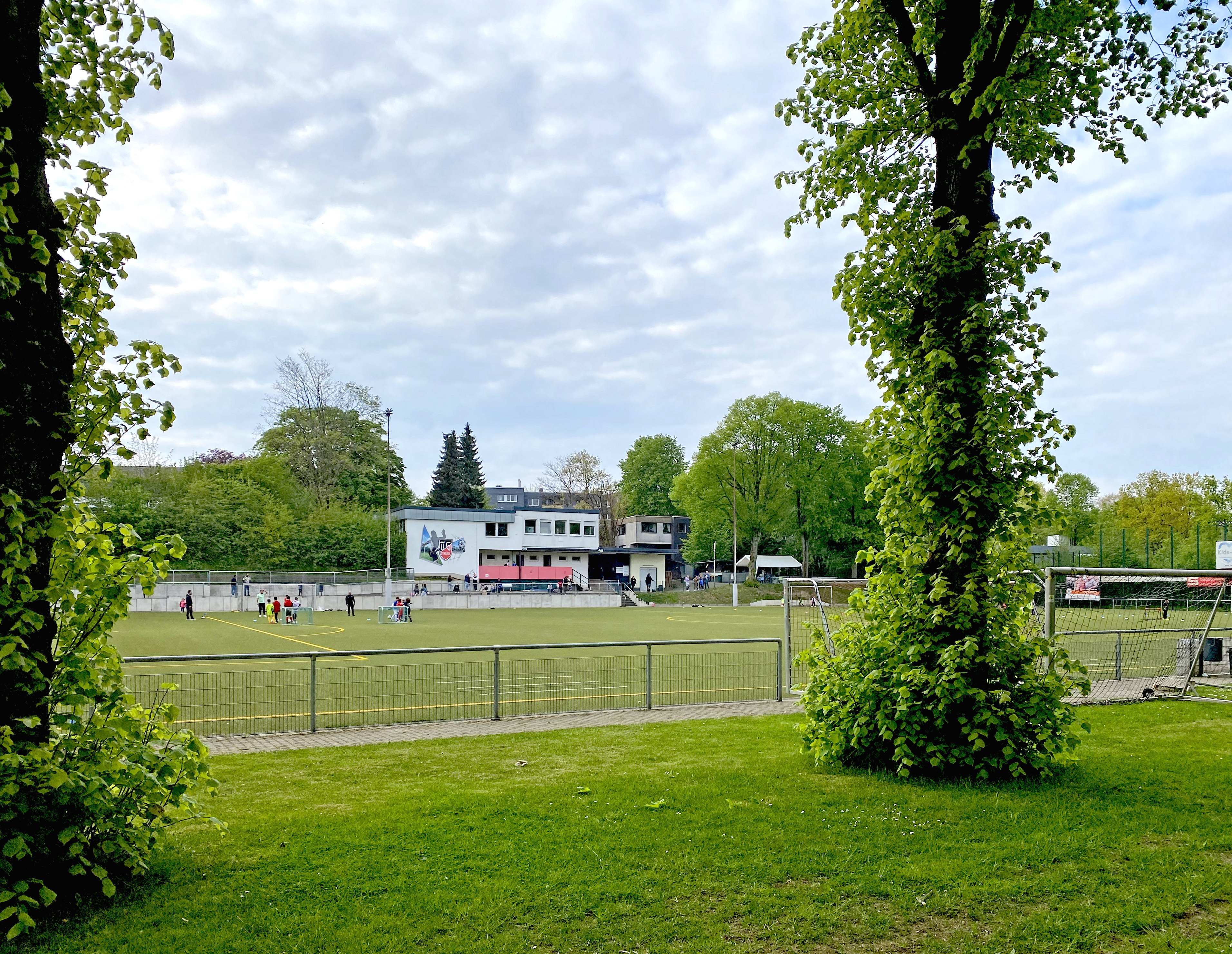
Sportanlage Neuenhof des TS Struck
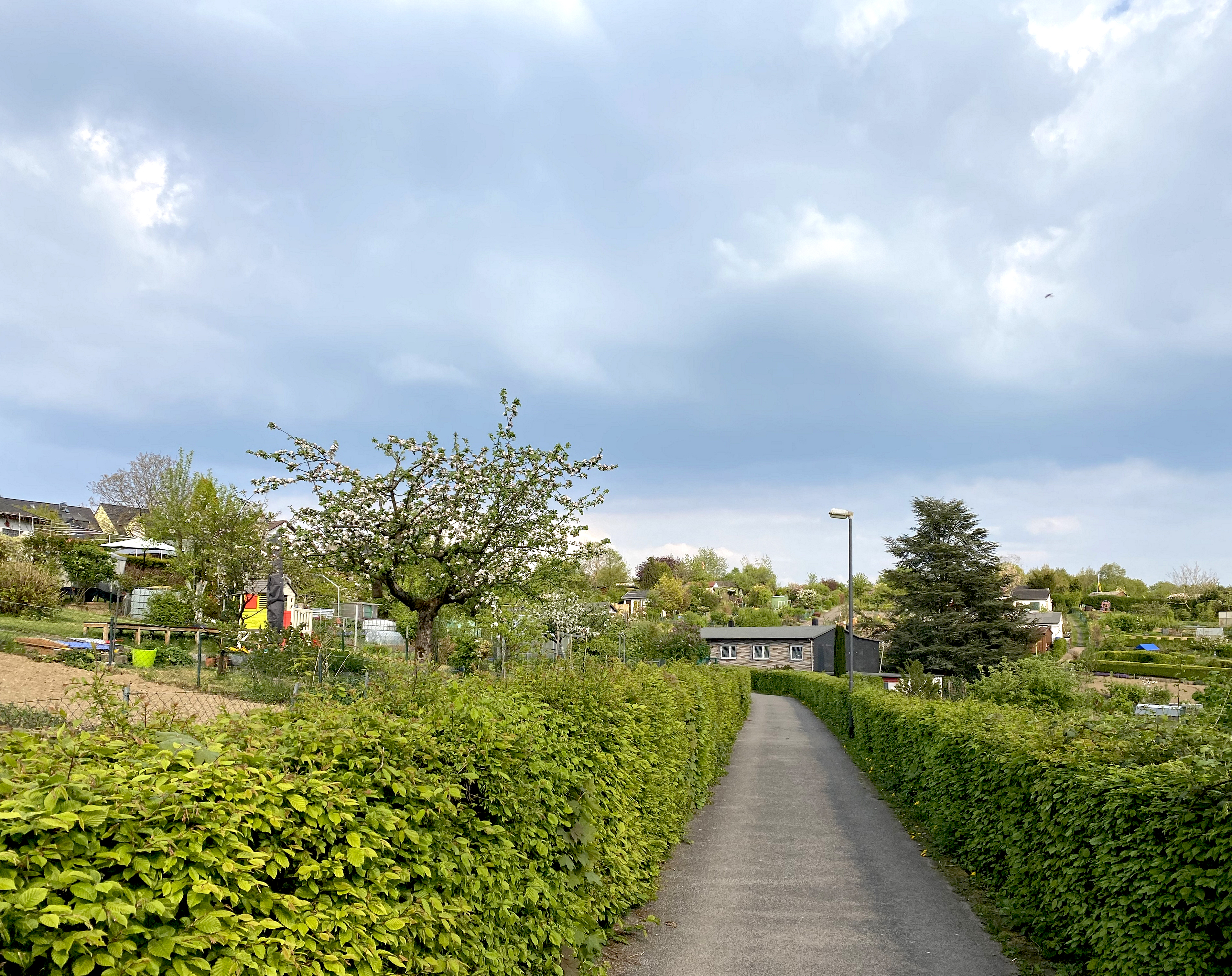
Kleingartenverein KGV Neuenhof e. V.
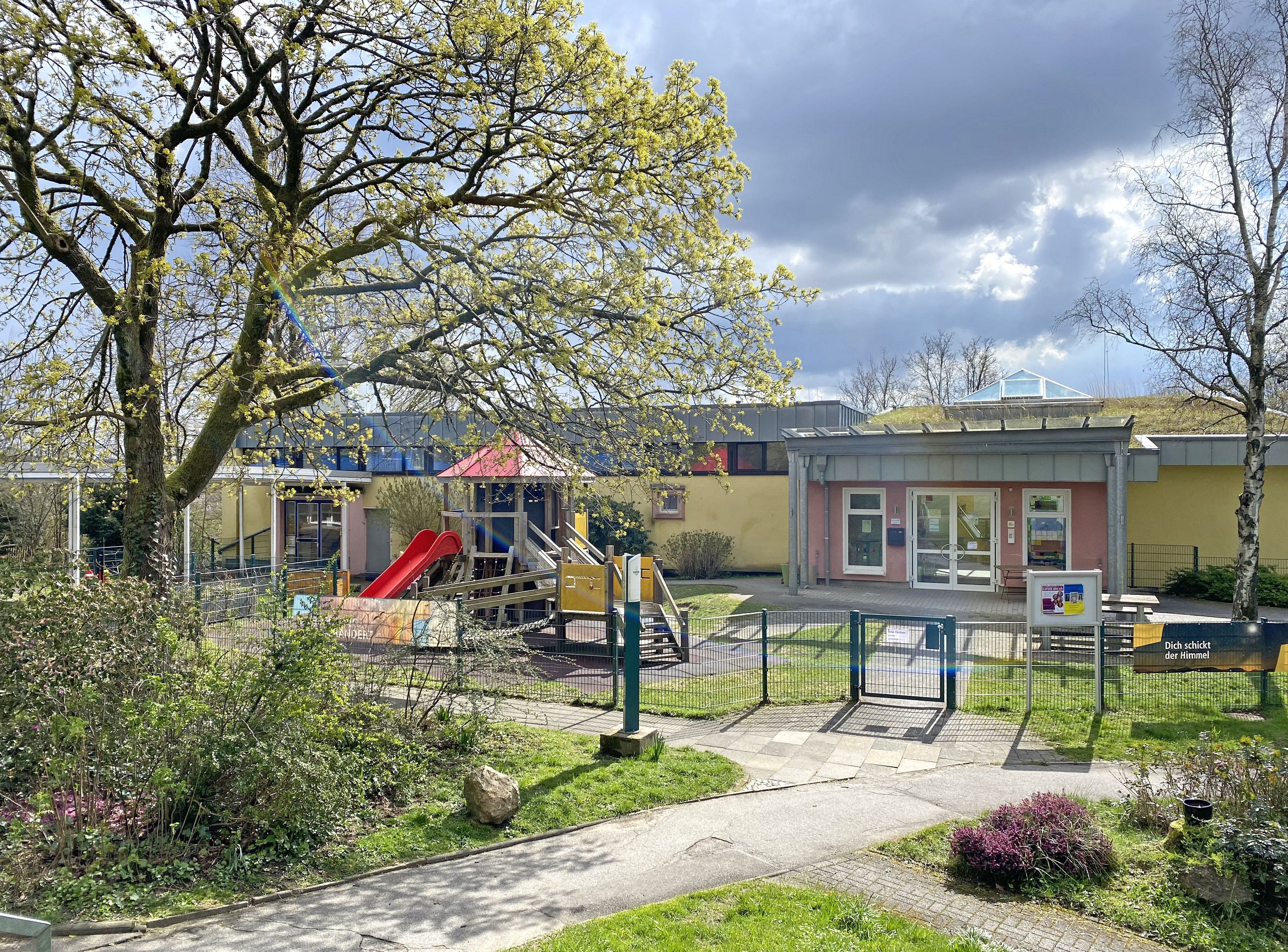
Kita Leipziger Straße 1
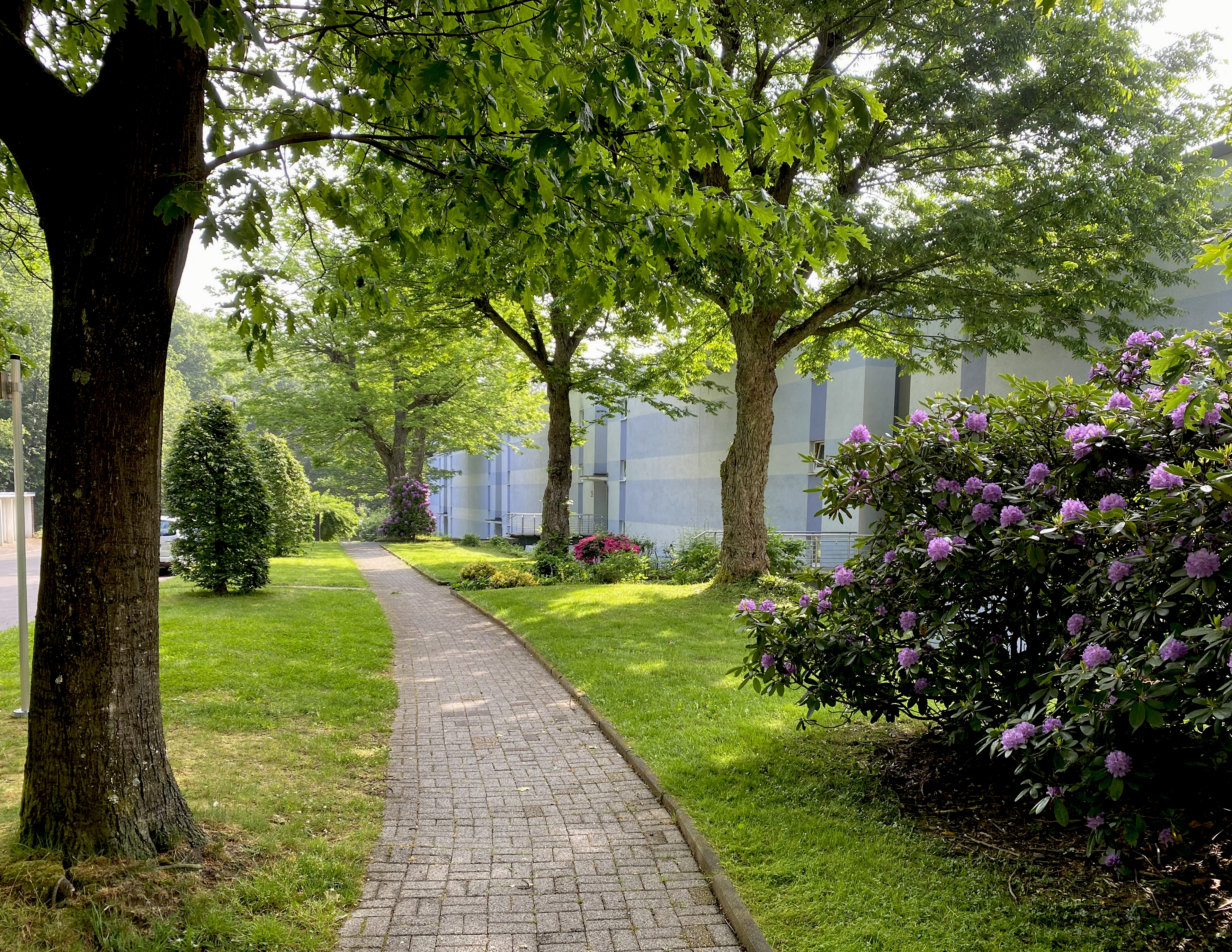
Sensburger Straße 24-26-28-30
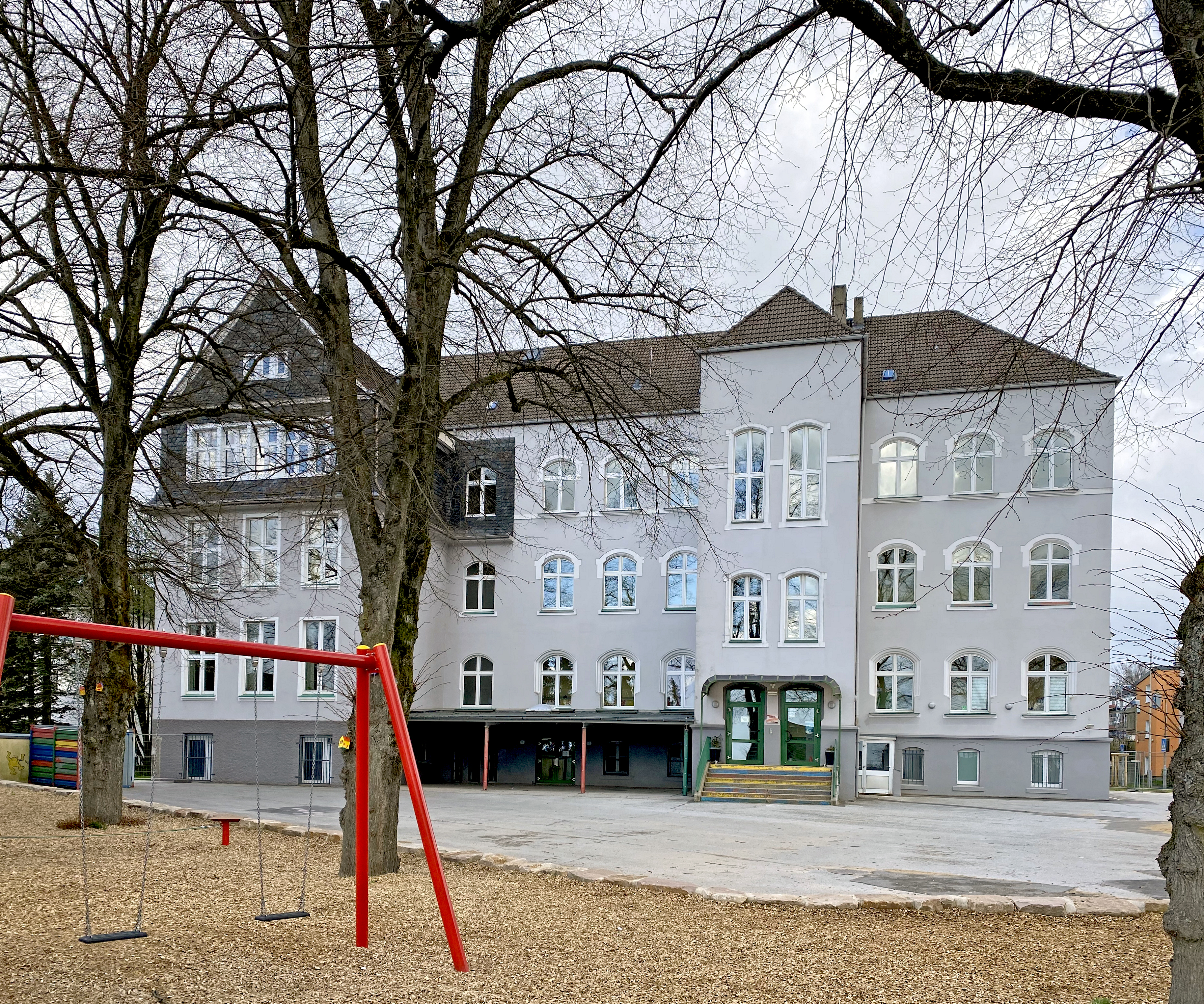
Schule Neuenhof an der Oststraße
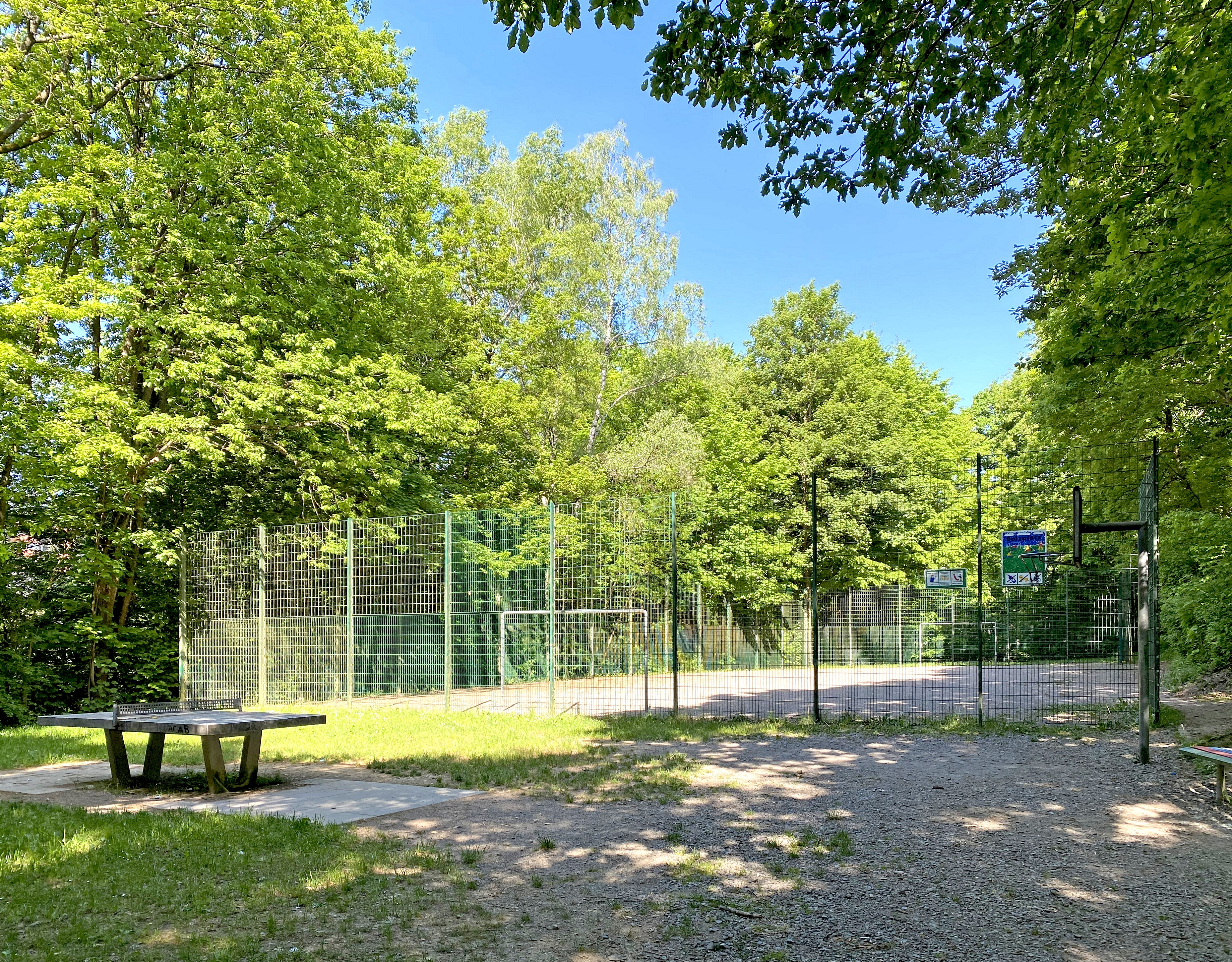
Bolzplatz im Wald südl. Stettiner Straße